# Игуман Прокопије (Вуковић)
Прокопије Вуковић (Горње Заостро, код Берана, 26. децембар 1960) православни је јеромонах и игуман Манастира Рибњак.

## Биографија
Игуман Прокопије (Вуковић) рођен 26. децембара 1960. године у селу Горње Заостро код Берана. Завршио је Беранску гимназију у Беранама. Замонашен на Св. Прокопија у Острошком скиту Јован До 19. јула 2000. године од стране митрополита црногорско-приморског Амфилохија Радовића. На Св. Архангела Михаила 21. новембара 2007. године постављен за инастојатеља Манастира Рибњак.
Митрополит црногорско-приморски Амфилохије Радовић произвео је 13. јула 2019. године јеромонаха Прокопија у чин игумана Манастира Рибњака.